# Кенсал-Грин
Кенсал Грин (англ. Kensal Green Cemetery; официальное название: «Кладбище Всех Душ») — кладбище, расположенное в Лондоне, Великобритания.
Входит в состав кладбищ, известных как «Магическая семёрка».

## История и основание
К началу XIX века приходские кладбища Лондона были переполнены. Главный архитектор Лондона Кристофер Рен ещё в 1818 году[уточнить] говорил о необходимости новых кладбищ.
Основатель кладбища — Джордж Фредерик Карден. Идея создания подобного кладбища пришла ему в голову во время посещения парижского кладбища Пер-Лашез.
Заручившись поддержкой влиятельных сторонников: Эндрю Споттисвуда (член парламента) и сэра Джона Дин Пола (банкира и баронета), Карден основал похоронную компанию The General Cemetery Company (она существует и по сей день, руководя деятельностью Кенсал-Грин). Предложение выносилось на слушания несколько раз, но решающим стал июль 1832 года, когда разразилась эпидемия холеры. В сложившейся атмосфере конкуренции реформаторы сделали все, чтобы лишить церковь монополии на решение вопросов, связанных с погребением, и превратить последнее в коммерческое предприятие. Как только был поднят вопрос о строительстве ряда новых кладбищ (из соображений общественной гигиены их предполагалось вынести за границу города), парламент поспешил ратифицировать предложение. Результатом стало возникновение «великолепной семёрки» — системы кладбищ в пригородных районах столицы, вернее, в районах, которые тогда считались пригородами Лондона. Кенсал-Грин стало первым из семерки коммерческих кладбищ. В январе 1833 года епископ Лондона уже освящал 39 акров Кладбища Всех Душ (его официальное название), оставив 15 для нонконформистов.
Первые 10 лет кладбище не было престижным местом для захоронения, хотя оно по праву гордилось применением передовых на тот момент технологий: так, для обслуживания катакомб использовался гидравлический лифт. И как на любом коммерческом предприятии, во главу угла ставились пожелания клиента. Родственники усопших вольны были выбирать способ захоронения — катакомбы, мавзолей, склеп или традиционную земляную могилу в обрамлении зеленых насаждений (здесь тоже существовал выбор из 800 различных сортов деревьев). Чтобы сэкономить на газонокосильщиках, по некрополю пускали бродить коров.
Всё изменилось в 1843 году. Член королевской семьи Август Фредерик, герцог Сассекский (дядя королевы Виктории и шестой сын короля Георга III) отказался от почётного места в Виндзоре и по завещанию погребён на Кенсал-Грин.
За последующие примерно 70 лет здесь найдут свой покой 12 членов королевской семьи и 600 знатных фамилий.
550 памятников войдут в список «Народного достояния».

## Кладбище в настоящее время
На данный же момент кладбище занимает 77 акров, 22 из которых стали осваиваться под похоронные нужды в 1939 году и сейчас функционируют отдельно — известны под названием «St. Mary’s Roman Catholic Cemetery» (здесь же располагается крематорий, чья работа началась в 1902 году).
Здесь находятся две часовни: англиканская и нонконформистская:
- Anglican Chapel (по центральной аллее)
- Dissenters' Chapel (в восточном уголке, от входа сразу идти влево и до конца)

Если пойти от англиканской часовни вправо, то у стены можно обнаружить Северную (или Старую) террасу — катакомбы и колоннада. Нумерация катакомб начинается от неё (А), потом главная часовня (В) и подземелья под нонконформистской часовней (С).
Катакомбы Кенсал Грина делятся на три вида: запечатанные ячейки, просто гробы в тройной оболочке и кремированные останки.
Катакомбы А запечатаны.
Подвалы «Часовни инакомыслящих» понесли существенный ущерб во время бомбежек Второй Мировой войны и тоже закрыты для дальнейших захоронений и просто посещений, а вот в англиканской части осталось около 4000 ячеек — они до сих пор продаются. Стоят дороже, чем обычный участок, но считается оптимальным решением для людей бездетных и одиноких, ибо не надо прибираться на участке.
Экскурсии осуществляются только в катакомбы Б.

## Общество «Друзья кладбища Кенсал Грин»
Общество «Друзья кладбища Кенсал Грин» основано 13 июня 1989 года.
Ежегодно проводит «День открытых дверей».

## Захоронения
См. Категория:Похороненные на кладбище Кенсал-Грин